# Chutes d'eau de Suyangsan
Les chutes d'eau de Suyangsan sont situées au sud-est de la colline de Suyangsan, près de la ville nord-coréenne de Haeju, dans le district de Hakhyon (province du Hwanghae du Sud). Elles mesurent 128 m de hauteur et 12,5 m de largeur.
S'écoulant sur deux niveaux, les chutes d'eau ont leurs sources dans la vallée de Jol du mont Jangdae.